# Journal of Homosexuality
Le Journal of Homosexuality est une revue scientifique à comité de lecture couvrant la recherche sur les pratiques sexuelles et les rôles de genre dans leurs contextes sociaux culturels, historiques, interpersonnels et modernes.

## Histoire
Le premier numéro du Journal of Homosexuality paraît en janvier 1974, sous la direction de Charles Silverstein, moins d’un an après que l’Association américaine de psychiatrie cesse de considérer l’homosexualité comme une maladie mentale en retirant cet élément de son Manuel diagnostique et statistique des troubles mentaux. C’est un point important pour la revue, puisque la psychiatrie est une part important des travaux publiés par ce journal. Parmi les 34 fondateurs du bureau d’édition, 15 étaient des psychiatre ou des psychologues.
Le prix d’abonnement à la revue lors des premières était de 25$ lorsque celle-ci était publiée par Haworth Press. En 2007, Haworth est racheté par Taylor & Francis.

## Controverse
En 1999, Harris Mirkin publie un article intitulé « The pattern of sexual politics: Feminism, homosexuality and pedophilia. » dans la revue. Cet article explique que les croyance concernant la sexualité des enfants sont semblables à celles qui entouraient les femmes, les afro-américains et les homosexuels. Mirkin argue alors que si les croyances concernant la sexualité des enfants sont remises en questions, notamment en ce qui concerne la subjectivité sexuelle, la pédophilie serait perçue différemment.
Dès janvier 2002, des accusations de pédophilie dans Église Catholique apparaissent dans les médias, et l’article de Mirkin refait alors surface. Celui-ci est alors accusé de défendre la pédophilie et les prêtres accusés. En avril de cette année, l’État du Missouri vote une réduction de budget de 100 000 $ pour l’Université du Missouri, qui correspondent au salaire de Mirkin. Il ne sera cependant pas affecté par cette décision.
Le New York Times explique dans un article d’avril 2002 que malgré la controverse autour du papier de Mirkin, celui-ci rend compte de l’état de la liberté d’expression du monde académique. Deux semaines plus tard, le New Yorker publie un article dénonçant la coupe budgétaire à l’université du Missouri, comme allant à l’encontre de la liberté d’expression académique.
En mai 2002, Mirkin clarifie sa position lors d’un entretien pour AlterNet, dans lequel il exprime que son article, bien que subversif, avait pour vocation principalle de faire ce questionner la population sur ce qu’elle considérait comme vrai et naturel. Il a également exprimé son incompréhension de la controverse, disant que « Ce n’était pas vraiment un article à propos de la pédophilie. »